# 이포대교
이포대교는 경기도 여주시 금사면 이포1리와 대신면 천서리를 이어주는 총연장 796m, 너비 12m, 운행 높이 9m의 구조를 이루는 교량으로, 16개의 경간을 가지고 있다. 경간 사이가 가장 넓은 곳은 50m이며, 착공 시기는 알 수 없지만 정식으로 1991년 준공되었다. 또한 해당 다리는 국가지원지방도 제70호선 및 이여로의 일원으로 구성되어 있다. 그러나 남단의 이포대교사거리에서는 이포로, 금사로와 갈라지고, 북단의 천서사거리에서는 여양로와도 연결되고, 이를 토대로 계속 직진하게 되면 도로 이름이 여양1로로 바뀐다. 북단으로 건너면 국도 제37호선과도 접근 가능하다.

## 갤러리

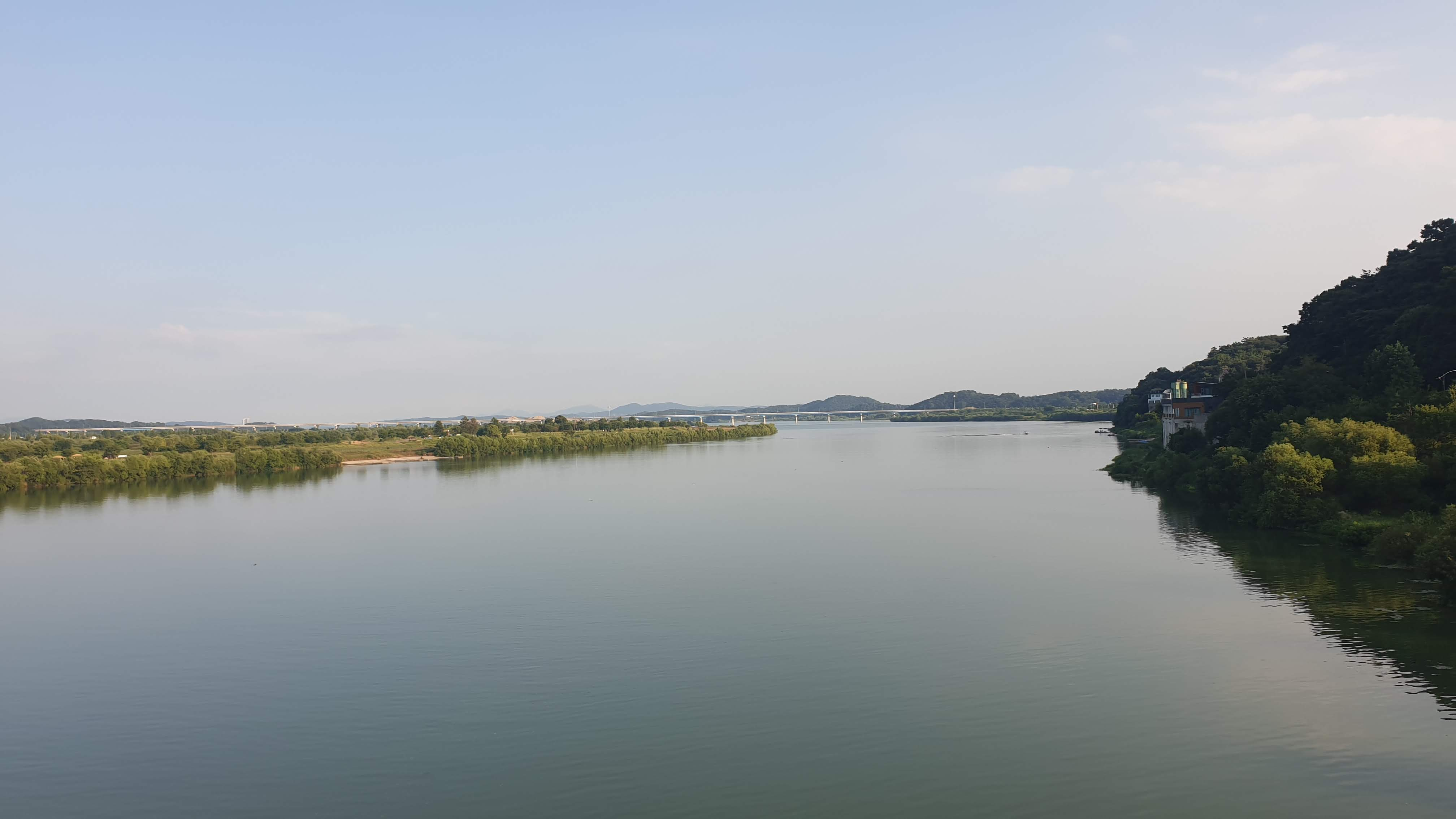
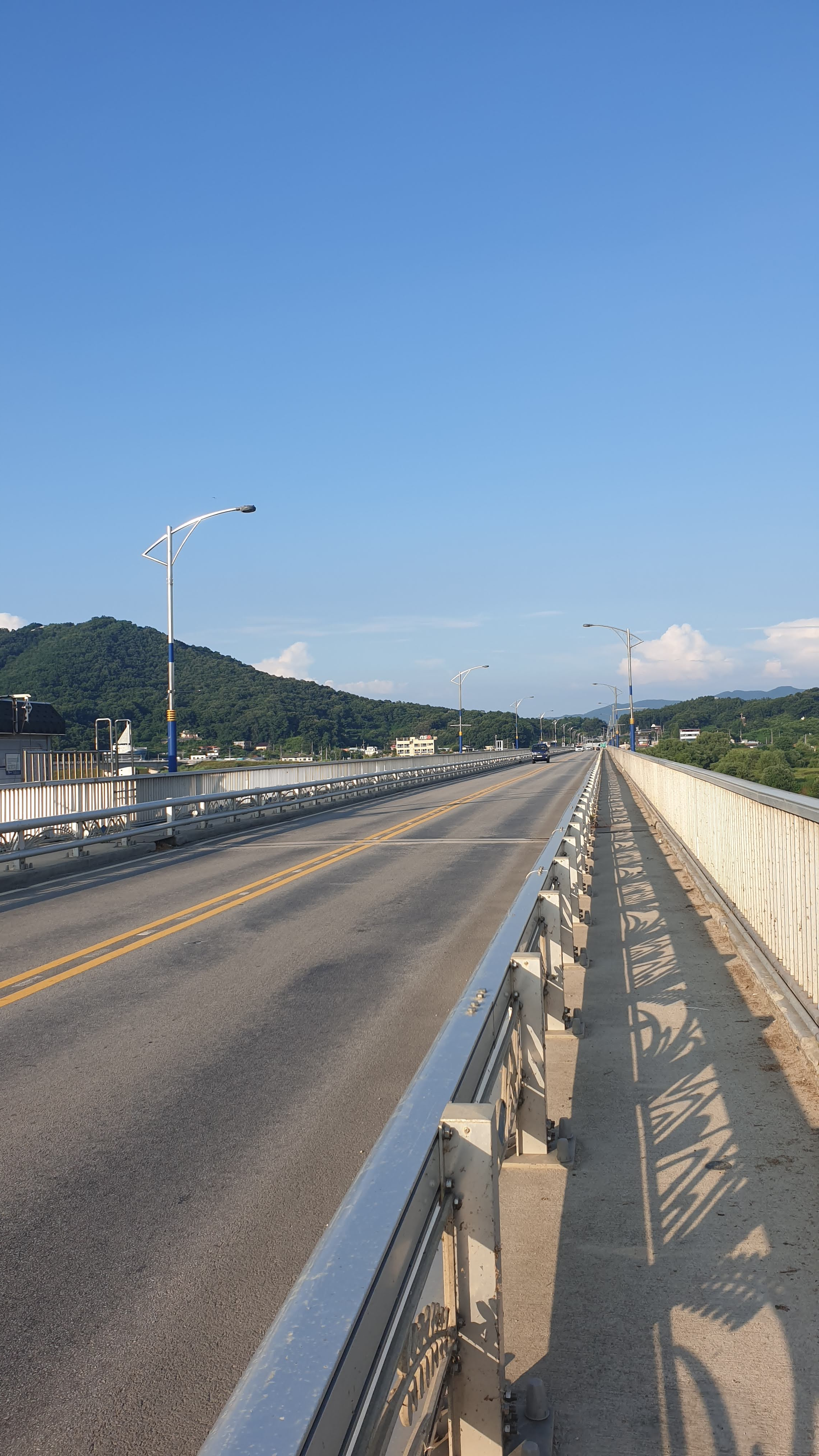